# Divisione italiana partigiana "Garibaldi" (Montenegro)
La Divisione italiana partigiana "Garibaldi" fu una formazione partigiana che si costituì nel dicembre 1943, in Montenegro, dalla volontaria adesione dei militari del Regio Esercito all’Esercito Popolare di Liberazione della Jugoslavia all’indomani dell'8 settembre 1943. I militari italiani si trovavano nei Balcani a causa del sostegno fornito dall’Italia fascista alla Germania nazista durante l’Invasione della Jugoslavia, che sfociò nell'occupazione italiana del Montenegro.

## Storia

### Le operazioni in Jugoslavia
La notizia dell'Armistizio dell'8 settembre 1943 giunse improvvisa ai Comandi italiani di stanza in Jugoslavia attraverso la radio con il comunicato del maresciallo Badoglio, che generò incertezza per la mancanza di precise direttive sul comportamento da assumere sia verso i tedeschi, sia verso gli jugoslavi, in una situazione politico militare estremamente confusa nella quale era difficile orientarsi e districarsi.
Viceversa i Comandanti tedeschi, che avevano previsto l'eventualità, cercarono subito di attuare il piano predisposto, adattandolo alle situazioni contingenti strategiche e tattiche che si andavano via via sviluppando. Esistevano inoltre due movimenti politico-militari jugoslavi, i cetnici di Draža Mihailović e l'Esercito Popolare di Liberazione Jugoslavo  di Tito, che, irriducibilmente antagonisti fra loro, ambivano entrambi ad impossessarsi delle armi e delle vettovaglie italiane.
In Montenegro, è dislocato il XIV Corpo d'armata, composto da quattro divisioni, l'Emilia, la Taurinense, la Venezia e la Ferrara. Di queste, solo la Ferrara decide di non opporsi ai tedeschi, anche se un gruppo di artiglieria appartenente alla divisione si scontra con gli ex alleati ai confini albanesi.
Le altre divisioni combattono, subendo gravi perdite: l'Emilia è costretta ad arrendersi il 16 settembre, mentre la Taurinense si scontra subito con i tedeschi, ma dei 14.000 uomini che la componevano 7.000 sono presi prigionieri.
I tedeschi furono rapidi nella loro azione, usando oltre che fermezza e determinazione, tantissima ferocia, come nel caso del massacro di Trilj in cui vennero fucilati 50 ufficiali della 15ª Divisione fanteria "Bergamo" che si erano rifiutati di combattere con loro.
Secondo quanto affermato dal generale Carlo Ravnich che è stato uno dei comandanti della Divisione,  «all'annunzio dell'armistizio i soldati italiani non avevano nessuna intenzione di attaccare gli alleati del giorno prima, ma furono i tedeschi a vessare gli italiani in ogni modo possibile. Lanciando manifestini che invitavano le popolazioni a distruggere gli italiani, attribuendo ai soldati italiani crimini che non avevamo commesso, comprimendoli in ogni modo possibile per costringerli alla resa pur essendo gli alpini nel Montenegro in grandissima superiorità di forze rispetto a loro. I soldati italiani non avevano alcuna intenzione di andare con i partigiani, che in quel momento erano anche assenti dal Montenegro e forse avrebbero preferito andare con i cetnici (cetnici), i nazionalisti serbi, che ci erano più vicini per sentimenti di religione, di cultura, di educazione, e anche per motivi politici. Per oltre un mese però i soldati italiani hanno combattuto da soli, con i cetnici che li aspettavano solo per attaccarli quando erano stati sfiancati dai tedeschi, mentre quando gli italiani combattevano contro i tedeschi se ne stavano lontani a guardare. Nel Montenegro e dintorni le bande e i partiti erano tanti quante le famiglie e i soldati italiani armati di soli fucili contro carri e aerei erano un'esigua minoranza tra nemici di tutte le specie e i colori e dovevamo sceglierci almeno un alleato».
Inizialmente il generale Oxilia, comandante della divisione Venezia, decide di allearsi con i cetnici per combattere i tedeschi, ma in ottobre la divisione Venezia e i resti della Taurinense si uniscono ai partigiani jugoslavi. Con il passare dei mesi aumentano i propri effettivi divenendo il centro di raccolta di migliaia di italiani sbandati.

### La costituzione
La divisione si costituì ufficialmente il 2 dicembre 1943, nelle campagne di Pljevlja, dalla volontaria adesione dei militari del Regio Esercito appartenenti alla 19ª Divisione fanteria "Venezia", alla 1ª Divisione alpina "Taurinense",  e ai superstiti della 155ª Divisione fanteria "Emilia", raggruppati nel Battaglione "Biela Gora", mentre una brigata fu creata con elementi del Gruppo artiglieria alpina "Aosta". La Divisione italiana partigiana Garibaldi, fu divisa in tre brigate e alcuni battaglioni di lavoro.
La Divisione "Garibaldi" fu l'unica grande unità ad operare come formazione organizzata a fianco dell'Esercito Popolare di Liberazione Jugoslavo.
La Divisione, che per richiamarsi a Garibaldi utilizzava un fazzoletto rosso, fu inquadrata, come unità del Regio Esercito, nel II Korpus dell'Esercito Popolare di Liberazione Jugoslavo comandato dal generale Peko Dapčević.
La stretta collaborazione con i partigiani iugoslavi si concretizzò in numerose azioni, tra le quali si ricorda l'episodio dell'agosto del 1944, in cui la divisione ruppe l'assedio tedesco sul monte Durmitor (2.522 m) in Montenegro, coprendo così la ritirata delle formazioni partigiane, delle loro strutture ospedaliere e dei feriti. La resistenza continuò fino al febbraio 1945.

### Il ritorno in Italia
L'8 marzo 1945 la divisione rientrò in Italia. Dei 16.000 effettivi originari, 3.800 rimpatriarono armati, 2.500 erano precedentemente rientrati feriti o ammalati, 4.600 rientrarono dai campi di prigionia. Quasi un terzo degli uomini risultò caduto o disperso.
Il 25 aprile 1945 quel che restava della Divisione Garibaldi venne riconfigurata, a Viterbo, come  "Reggimento Garibaldi" con tre battaglioni: "Aosta", "Venezia" e "Torino". Il 5 settembre il "Reggimento Garibaldi" venne inquadrato nel Gruppo di Combattimento "Folgore" poi riconfigurato come Divisione fanteria "Folgore".
Il 1º dicembre 1948 assunse la denominazione 182º Reggimento fanteria "Garibaldi" e il 1º novembre 1958 riconfigurato come reggimento corazzato venne ridenominato 182º Reggimento fanteria corazzato "Garibaldi".
Nel 1976 il reggimento venne sciolto in seguito alla profonda ristrutturazione del 1975 dell'Esercito Italiano che aboliva il livello reggimentale.
Rimasero in vita i due battaglioni che precedentemente inquadrava, il XIII Battaglione carri e l'XI Battaglione bersaglieri, che da quel momento hanno avuto vita autonoma e distinte vicende ordinative, con il battaglione bersaglieri che ne raccolse eredità, bandiera di guerra e tradizioni.

### La conferenza di pace
Alla conferenza di pace di Parigi nel 1947, dove furono trattati anche i difficili problemi dei confini orientali e la questione triestina e istriana, con la nuova Repubblica Socialista Federale di Jugoslavia di Tito, si parlò del grande contributo della "Garibaldi". Alcide De Gasperi, Presidente del Consiglio italiano, durante le trattative italo-iugoslave nel contesto della Conferenza di pace, cercò di far capire a Edvard Kardelj, Ministro degli Esteri jugoslavo, l'importante contributo che la Garibaldi aveva dato ai popoli degli "slavi del sud" dopo l'8 settembre 1943 perché ne tenessero conto. Kardelj rispose in modo sprezzante "Ma quelli erano i partigiani del Re".

## I comandanti
La divisione fu comandata:
- fino al febbraio 1944 dal generale Giovanni Battista Oxilia, già comandante della 19ª Divisione fanteria "Venezia";
- fino al 1º luglio da Lorenzo Vivalda[10], già comandante della Divisione alpina "Taurinense";
- dal 2 luglio 1944 fino alla fine delle ostilità dal maggiore Carlo Ravnich, già comandante dell'ex Gruppo "Aosta" e della I brigata Garibaldi.

## Il monumento commemorativo

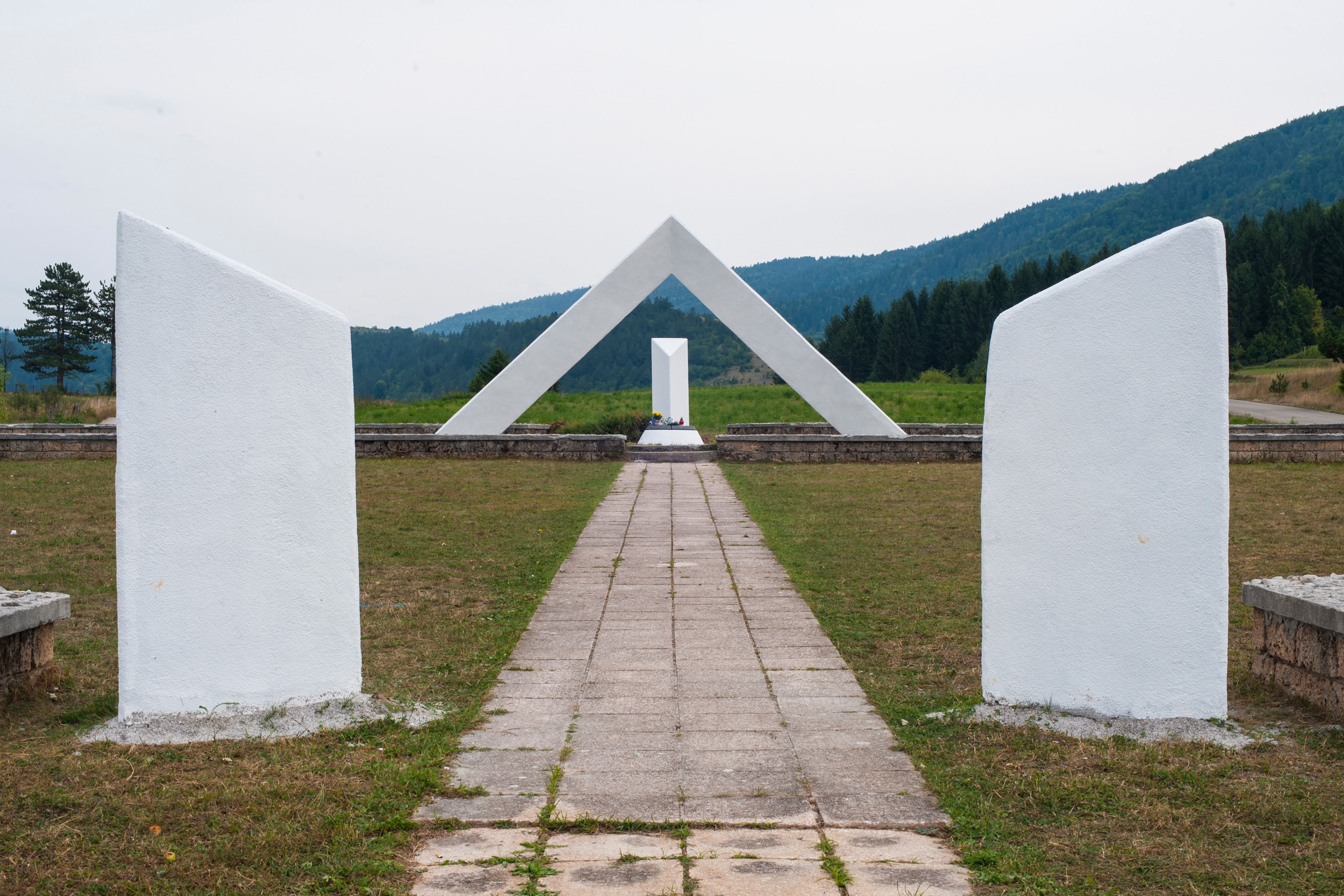
Monumento alla divisione italiana partigiana "Garibaldi", Pljevlja, Montenegro

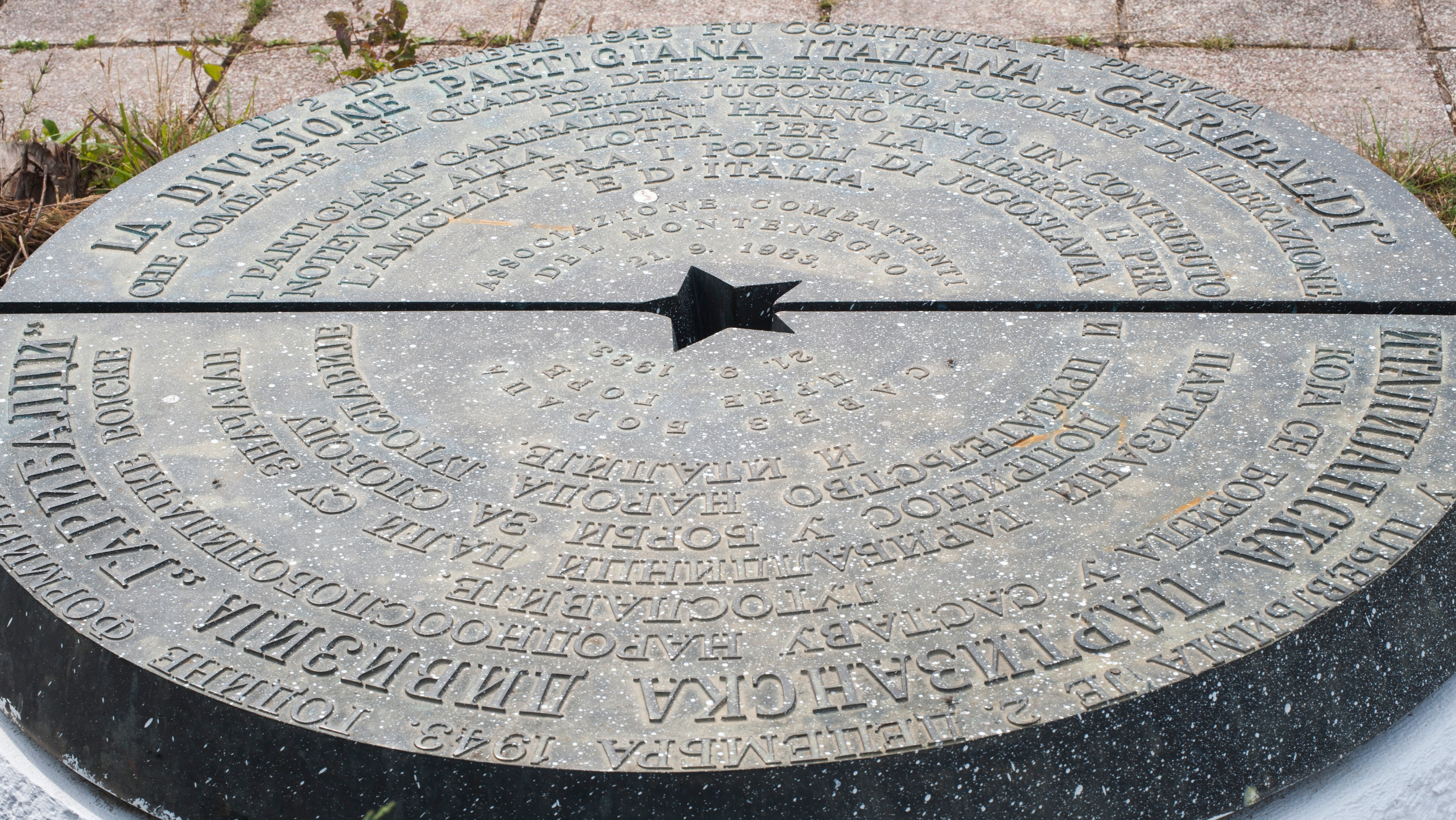

Il 21 settembre 1983 a Pljevlja, in Montenegro, alla presenza del Presidente della Repubblica italiana Sandro Pertini, dell'omologo jugoslavo Mika Špiljak e di numerosi reduci garibaldini, celebrando il quarantennale della fondazione della Divisione partigiana Garibaldi venne inaugurato un monumento commemorativo. Alla base del monumento si può leggere in lingua italiana ed in lingua serbo-croata la seguente epigrafe: "Il 2 dicembre 1943 fu costituita a Pljevlja la Divisione partigiana italiana “Garibaldi” che combatté nel quadro dell'Esercito popolare di liberazione della Jugoslavia – I partigiani garibaldini hanno dato un contributo notevole alla lotta per la libertà e per l'amicizia fra i popoli di Jugoslavia e d'Italia. – Associazione combattenti del Montenegro 21.9.1943"

## Onorificenze

### Medaglie dei reparti
| Reparto                                | Onorificenza               |
| -------------------------------------- | -------------------------- |
| 182º Reggimento corazzato "Garibaldi"  | Medaglia d'Oro al V.M.     |
| Gruppo artiglieria montagna "Aosta"    | Medaglia d'Oro al V.M.     |
| 83º Reggimento fanteria "Venezia"      | Medaglia d'Oro al V.M.     |
| 84º Reggimento fanteria "Venezia"      | Medaglia d'Oro al V.M.     |
| 19° Rgt artiglieria da camp. “Venezia” | Medaglia d'Oro al V.M.     |
| Battaglione alpino "Ivrea", 4º Rgt.    | Medaglia d'Argento al V.M. |

### Medaglie individuali
| Soldato                         | Onorificenza                        |
| ------------------------------- | ----------------------------------- |
| Maggiore Cesare Piva            | Medaglia d'Oro al V.M. alla memoria |
| Capitano Mario Riva             | Medaglia d'Oro al V.M. alla memoria |
| Tenente Villy Pasquali          | Medaglia d'Oro al V.M. alla memoria |
| Tenente Luigi Rizzo             | Medaglia d'Oro al V.M. alla memoria |
| Sottotenente Pierfranco Bonetti | Medaglia d'Oro al V.M. alla memoria |
| Sottotenente Giuseppe Failla    | Medaglia d'Oro al V.M. alla memoria |
| Alpino Ettore Ramires           | Medaglia d'Oro al V.M. alla memoria |
| Alpino Oreste Castagna          | Medaglia d'Oro al V.M. alla memoria |
| n. 4                            | Ordini Militari di Savoia           |
| n. 88                           | Medaglie d'Argento al V.M.          |
| n. 1351                         | Medaglie di Bronzo al V.M.          |
| n. 713                          | Croci di Guerra                     |